# Francisco Sousa Tavares
Francisco José de Sousa Tavares (Lisboa, 12 de junho de 1920 – Lisboa, 25 de maio de 1993) foi um advogado, jornalista e político português.

## Biografia
Natural do bairro lisboeta da Lapa, licenciou-se em Direito, pela Faculdade de Direito da Universidade de Lisboa, dedicou a sua carreira profissional a advocacia. 
Estudou no colégio jesuíta de A Guarda. 
Cumpriu o serviço militar no Exército Português, período no qual passaria à história o facto de ter desafiado um militar, seu superior, para um duelo. 
Durante o período universitário conheceu, aos 23 anos de idade, Sophia de Mello Breyner Andresen, sua futura esposa, com quem teve cinco filhos, entre os quais o jornalista e escritor Miguel Sousa Tavares.
Guilherme d'Oliveira Martins recordaria Sousa Tavares como um defensor da liberdade como valor primordial por si mesmo.
Percurso anterior ao 25 de abril de 1974
Monárquico democrata, que se assumia ao mesmo tempo social-democrata, anti-colonialista e anti-regionalista – tendo em Combate Desigual (1960) sintetizado em escrito as traves mestras do seu pensamento –, Francisco Sousa Tavares destacou-se pela sua desassombrada intervenção cívica e politica,  desde o período do Estado Novo, de que foi um ativo resistente. 
Em 1958 participou ativamente na campanha do General Humberto Delgado, o que motivou a sua expulsão da Função Publica - exercia ao tempo funções no Ministério do Trabalho - no mesmo ano. A seguir, tomaria parte na tentativa de golpe de Estado conhecida como Revolta da Sé (11 de Março de 1959). 
Ainda no ano de 1958 entrou para a Direção do Centro Nacional de Cultura (de inspiração monárquica), abrindo-o, ao lado de Gonçalo Ribeiro Telles, a figuras da oposição, como no caso de grupos ligados às revistas Seara Nova e O Tempo e o Modo. No CNC viria a reunir-se o movimento clandestino Resistência Cristã (1965), que teve origem no célebre manifesto dos 101 Católicos contra a Política Colonial da Ditadura, de que foi coredator e subscritor (com Sophia, sua mulher, Nuno Teotónio Pereira, Nuno Bragança, Vítor Wengorovius, entre outros). 
Em 1968 foi preso devido ao seu contributo para a divulgação do Caso Ballet Rose, um escândalo de prostituição e pedofiia que envolvia figuras do Estado Novo; o mesmo caso que levou a deportação de Mário Soares para São Tomé e Príncipe.
Candidatou-se pela CEUD (Comissão Eleitoral de Unidade Democrática) nas eleições legislativas de 1969, atraves do grupo de monarquicos democratas, e, em finais de 1972, participou na conhecida vigília da Capela do Rato.
Foi advogado de outros ativistas da oposição contra a ditadura, como Jaime Serra, futuro militante destacado do Partido Comunista Português, e patrocinou D. Maria Pia de Saxe-Coburgo Gotha e Bragança, na sua causa pelo reconhecimento de direitos de sucessão na Casa Real Portuguesa. 
Na manhã de 25 de Abril de 1974 a figura de Sousa Tavares ficaria no imaginário coletivo dos portugueses, ao surgir como elemento civil empoleirado numa guarita Quartel do Carmo, de megafone em punho, pedindo as massas a colaboração com os militares nas operações de derrube do regime.
Percurso posterior ao 25 de abril de 1974
No novo regime democrático, Sousa Tavares continuou a envolver-se na vida politica, deixando bem patente o seu espírito independente, traduzido numa atividade de manifesto inconformismo e até imprevisibilidade. 
Paralelamente, no rescaldo do 25 de abril, destacou-se como advogado em processos de reparação dos chamados excessos da revolução, nomeadamente em devoluções de propriedades que haviam sido ocupadas no período entre 1974 e 1976. 
Na política, afastar-se-ia do PPM e, seguindo Mário Soares, viria a filiar-se no PS.  
Pelo PS, seria eleito deputado a Assembleia da Republica, pelo Circulo de Évora, tomando posse na segunda fase da I Legislatura, em finais de 1979.  
Contudo, alinharia em seguida com o Movimento dos Reformadores, que, contra Mário Soares, apoiava o general Ramalho Eanes - apoio justificado pela sentida necessidade de afeiçoamento do regime constitucional de 1976 a uma tendencia presidencialista, em favor do Presidente em funções -, bem como o projeto politico da Aliança Democrática. 
Seria de novo eleito na legislatura seguinte, em outubro de 1980, de novo por Évora, mas agora pela Aliança Democrática. Seria também o único membro dos Reformadores a aderir ao Partido Social Democrata.  
Entretanto, resolveria também, ainda em 1980, apoiar a candidatura presidencial de Soares Carneiro, o candidato apoiado pela Aliança Democrática, contra Ramalho Eanes, protagonista de grande tensão política com o então Primeiro-Ministro Francisco Sá Carneiro - apoio justificado pela discórdia face à decisão de Eanes ter enveredado pela nomeação de governos de iniciativa presidencial em vez de proceder à marcação de eleições, após a exoneração de Mário Soares, em 1977. 
Anos depois, em nova inflexão, viria a apoiar a primeira candidatura de Mário Soares à Presidência da República (1986), contra a de Freitas do Amaral, apoiado pelos social-democratas. Sendo ainda militante do PSD, viria, tal como sucedera com outros membros do partido, a ser objeto de processo disciplinar (no seu caso, implicando-lhe o direito de eleger e de ser eleito durante 18 meses para órgãos do partido). 
Em 1984 surgiu como Ministro da Qualidade de Vida no IX Governo Constitucional (do Bloco Central), chefiado por Mário Soares, sucedendo a Gonçalo Ribeiro Telles, que exercera o cargo com Francisco Pinto Balsemão, no período da Aliança Democrática. 
Atividade na imprensa escrita
Paralelamente à profissão de advogado e ao seu envolvimento na política, Sousa Tavares assumiu em 1976 a função de diretor do jornal A Capital. 
Os artigos de opinião que escreveu nesse matutino, ate 1984 (quando deixou o cargo) constituíam das mais marcantes intervenções publicas na analise da situação politica. Assim o ilustraria Mario Soares ao afirmar que tais textos «fizeram escola e exerceram uma indiscutível influência política. Posso afirmá-lo com absoluto conhecimento de causa, pois várias vezes lhes senti os efeitos contundentes e devastadores nos meus Governos» (prefácio a Francisco Sousa Tavares, Escritos Políticos, I, 1996).
Em 1990 regressou às colunas dos jornais com uma colaboração semanal no novo diario Público (1990), onde, ao denunciar a injustiça feita pelos tribunais militares ao capitão de Abril, Salgueiro Maia, no pedido de atribuicao de uma pensao a sua viuva, provou polemica nos meios militares.  
Entretanto, antes da sua morte, ainda colaboraria no semanário O Independente. 
Devido à sua personalidade e escritos truculentos, Sousa Tavares tinha, no meio jornalístico, a alcunha de "Tareco".

### Condecorações
A 24 de setembro de 1983, foi agraciado com o grau de Comendador da Ordem da Liberdade. 
A 10 de junho de 1990, foi elevado a Grã-Cruz da mesma Ordem.

### Polemicas

###### Caso DOPA
Em consequência de um escândalo relacionado com ilícitos cambiais, Francisco Sousa Tavares foi acusado pelo Ministério Público no processo que ficou conhecido como Caso DOPA (sigla de Dragagens e Obras Públicas), de um crime então designado como tráfico de divisas, através da empresa com o mesmo nome. 
Sousa Tavares suspendeu então as funções de  Ministro da Qualidade de Vida que exercia, em fevereiro de 1985, pedindo, em março seguinte, a demissão do cargo. Seria exonerado somente no mês de julho, já após o então novo presidente do PSD, Aníbal Cavaco Silva, ter retirado o apoio do seu partido ao governo do Bloco Central, no mês anterior.
Na origem do caso estava o facto de Sousa Tavares, enquanto advogado de um ex-rei da Roménia, ter recebido o pagamento de serviços por cheque, depositado na empresa DOPA, numa determinada moeda e de ter recebido a quantia, com juros, noutra moeda. 
Sousa Tavares foi absolvido em primeira instância. O Ministério Público recorreu da sentença de absolvição, e em abril de 1989, foi proferido acordão de condenação a 30 de dias de prisão, remissíveis a mil escudos diários de multa, pelo Tribunal da Relação de Lisboa. No entanto, num ultimo recurso da decisão, agora para o Supremo Tribunal de Justiça, Sousa Tavares veio a ser ilibado de pratica criminosa, já que a legislação fora alterada no sentido de descriminalizar os chamados ilícitos cambiais, que passariam a ser puníveis apenas como contraordenação, ou seja com coima (sanção pecuniária), e não com pena de prisão (privação de liberdade) ou multa (sanção pecuniária convertível em prisão).

## Funções governamentais exercidas
- IX Governo Constitucional
  - Ministro da Qualidade de Vida

## Obras
- O homem sem estatística : a obra social de S. Martinho de Gândara (1958);
- Combate desigual : ensaios de sociologia portuguesa (1960);
- A busca da justiça continua (1975);
- Uma voz na revolução : testemunhos e causas (2014, póstumo)

## Família
Filho de Francisco Jose de Sousa Tavares e de Maria Adelina Bello Carneiro.
Foi afilhado de Berta de Castro e Maia, mulher do militar José Carlos da Maia.
Casou no Porto, na Igreja de Lordelo do Ouro,  em 27 de novembro de 1946, com Sophia de Mello Breyner Andresen. O casal separou-se em 1986 e divorciou-se em 1988, tendo-se Sousa Tavares casado em 1989 com Amélia Clotilde Brugnini Garcia Lagos, uma uruguaia filha de um diplomata 19 anos mais nova.